# أشباه عظميات اللسان
عظميات الألسنة هي فوق رتبة من العظميات البدائية. تتألف هذه الفوق رتبة من رتبتين رئيسيّتين: فضيات العيون وذوات الألسنة العظمية. تملك هذه المجموعة سجل أحافير غنياً وتوزيعاً جغرافياً كبيراً، حيث أنها تتوزع على ست من قارات العالم السبعة. تعيش عظميات الألسنة في الأنهار المدارية ومناطق الماء العذب، وهي تملك مثانات هوائية تسمح لها بالتنفس من الهواء مباشرة، حيث توجد أوعية دموية في هذه المثانة تعمل كالرئة. تضم هذه المجموعة واحدة من أكبر أسماك المياه العذبة في العالم، وهي «الأرابايما»، حيث يَصل طولها إلى ثلاثة أمتار. كما أن معظم هذه الأسماك هي ضوار.

## المُميزات
تعتبر هذه المجموعة هامة علمياً من أجل تشريحها وفيسيولوجيتها وتوزيعها الجغرافي وسجل أحافيرها القديم. تُظهر أسماك مختلفة من هذه المجموعة مُميزات غير معتادة في علم التشريح، مثل الزعنفتين الشرجية والظهرية الممتدتين، وأشعة الزعنفة الذيلية التي تبلغ 18 أو أقل، ومُميزات فكوكها، فهي تستطيع القيام بعضة غريبة بين العظم الوتدي - خلف العين - واللسان، كما أنها تفتقر إلى العظم «الفوق عيني»، وتتميّز أيضاً بالتحام العظمتين الرابعة والخامسة التحت عينيتين عندها. إضافة إلى ذلك، فهي تتميّز بفيسيولجيتها وسلوكها، كتوليدها للحقول الكهربائية. لا تقطن هذه الأسماك إلا مناطق الماء العذب، أو على الأقل الأسماك الحديثة منها، كما أنها تُظهر توزيعاً جغرافياً مثيراً، مثل توزيع الأجناس الحية منها (فضيات العيون في أمريكا الشمالية، وفيليّات وفراشيّات الماء العذب في أفريقيا)، إضافة إلى قاطني المناطق الحول-مدارية والعالم القديم (ذوات الألسنة العظمية وخليفات الزعانف)، وإضافة إلى هذا، فإن عظميات الألسنة تتوزع على ست قارات كاملة من العالم.
أيضاً، سجل أحافير هذه الأسماك يَعود إلى الحقبة الوسطى خلال الطباشيري المبكر أو ربما الجوراسي المتأخر حتى، كما أنه توجد لها العديد من الأحافير التي تعود إلى عصر الإيوسين.

## العلاقة مع العظميات الأخرى
كانت علاقة عظميات الألسنة مع الأنواع الأخرى من العظميات موضع جدل لمدة طويلة. فالبعض يُصنفنوها على أنه مجموعة أخت للصابوغيّات، في حين أن آخرين يَعتبرون أنها أكثر العظميات الحية بدائية. والبعض يُصنفونها كمجموعة أخت للإلوبيات إضافة إلى العظميات الأخرى. لكن حالياً، لم يَصل المُصنفون إلى اتفاق بعد، وما زال الجدل قائماً بشأن التصنيف الحقيقي لهذه المجموعة.

## الملاحظات
1. ↑  "الفوق عينية" (supraorbital): هي المنطقة التي تقع فوق العين بقليل، في مكان الحاجب عند الإنسان